# 3-ثلاثي فلورو ميثيل-4-نترو الفينول
3-ثلاثي فلوروميثيل-4-نيتروفينول هو مبيد أسماك شائع، أي سم سمكي يستخدم لمكافحة الأنواع الطفيلية والغازية من الأسماك.
تم اكتشاف هذه المادة في عام 1958 عند البحث عن وسائل لمكافحة جلك البحر وما زالت حاليًا هي المبيد الأساسي للجلكى (لامبري القاتل) في منطقة البحيرات العظمى.
لم يتم التحقيق بدقة في سمية 3-ثلاثي فلوروميثيل-4-نيتروفينول بالنسبة للإنسان، ولكنها تعتبر مهيجًا  للجهاز التنفسي وسامة من قبل الشركة المصنعة. وجدت دراسات السمية للثدييات الأخرى أنها غير سامة بتركيزات يتوقع وجودها في المناطق المعالجة. يمكن التحكم في التأثير على أنواع الأسماك الأخرى عن طريق التطبيق الانتقائي خلال موسم اليرقات لالجلكيات وغيرها من إدارة تركيزها. لا يتراكم 3-ثلاثي فلوروميثيل-4-نيتروفينول، لأنه يتحلل في غضون عدة أيام.